# Ministerio de Justicia y Paz (Costa Rica)
El Ministerio de Justicia y Paz de Costa Rica (MJP) es el ministerio del gobierno de Costa Rica encargado de impulsar y coordinar planes y programas dirigidos a la promoción de la paz en el país, desde la prevención de la violencia, dar apoyo al Ministerio de Seguridad Pública en el control de las armas de fuego, la administración de las cárceles del país, la promoción de la resolución alternativa de conflictos, y hasta cualquier otro tipo de atribución dedicada a promover la paz y la no violencia. Su actual titular es Gerald Campos Valverde.

## Historia
La creación de un ministerio encargado de la justicia en Costa Rica se remonta al 10 de febrero de 1847, cuando se promulga la Ley Fundamental del Estado Libre de Costa Rica, o Constitución Política de 1847, y en la cual se establece la creación del Ministerio de Relaciones Interiores, Exteriores, Gobernación, Justicia y Negocios Eclesiásticos. En 1848 se reformaría el ministerio, desapareciendo la cartera de Justicia, y no volviendo esta a tomar forma de ministerio no hasta el 20 de junio de 1870, cuando, por medio del Decreto n.° 29, "Reglamento de Gobierno y Atribuciones de la Secretaría de Estado", se crea la Cartera de Justicia. A esta le correspondía lo relativo a la administración judicial, codificaciones, magistraturas y ministerio fiscal, presidios y cárceles, administración de presos, cumplimientos de condenas, rebajas y conmutaciones de penas y rehabilitación de los delincuentes.
De 1870 a 1923, se realizan nuevas modificaciones a la política carcelaria con intención re-socializadora y progresista. Surgen los primeros presidios de la Penitenciaría Central y San Lucas. Entre 1924 a 1950 se crea el Consejo Nacional de Prisiones, siendo sustituido luego por el Consejo Superior de Prisioneros y por la Dirección General de Prisioneros y Reformatorios. Surge también la Escuela de Capacitación Penitenciaria y el Instituto Nacional de Criminología.
Mediante la Junta Fundadora de la Segunda República, se crea el Ministerio de Justicia y Gracia, y se nombra a su primer ministro, el abogado Gonzalo Facio Segreda; sin embargo, el 1 de septiembre de 1949, y por medio del Decreto n.° 696, se refunden los ministerios de Justicia y Gracia y de Gobernación y Policía en el Ministerio de Gobernación, Policía, Justicia y Gracia, los cuales se adscriben con las mismas atribuciones y facultades.
El 21 de junio de 1978, el presidente de la República, Rodrigo Carazo Odio, y el ministro de la Presidencia, José Cordero Croceri, remiten un proyecto en la Asamblea Legislativa para la creación de la Ley Orgánica del Ministerio de Justicia y Gracia, el cual es aprobado por el plenario del organismo el día 25 de marzo de 1982. El 28 de abril se decreta la Ley Orgánica del Ministerio de Justicia, n.° 6739, y por tanto se crea el Ministerio de Justicia y Gracia (MJG).
Mediante la anterior Ley se le adscriben además al Ministerio la Dirección General de Adaptación Social y el Patronato de Construcciones, las instalaciones y adquisición de bienes dependencia de esa Dirección, la Procuraduría General de la República, la Junta Administrativa del Registro Nacional, el Instituto Latinoamericano de las Naciones Unidas para la Prevención del Delito y Tratamiento del Delincuente (ILANUD), la Junta Administrativa de los Centros Cívicos, y la Dirección Nacional de Notariado.
Posteriormente, el 31 de agosto de 2009, mediante la Ley n.° 8771, el nombre del Ministerio es reemplazado por el de Ministerio de Justicia y Paz (MJP).

## Funciones
El Ministerio de Justicia y Paz de Costa Rica tiene, entre algunas de sus funciones, las siguientes:
- Coordinar todos los planes y programas oficiales vinculados, directa o indirectamente, con la prevención de la delincuencia.
- Formular, desarrollar y administrar programas y proyectos para la prevención del delito, la investigación de las conductas criminológicas y la determinación de las causas y factores de la delincuencia en Costa Rica.
- Administrar el sistema penitenciario del país y ejecutar las medidas privativas de la libertad individual, de conformidad con la ley de creación de la Dirección General de Adaptación Social, n.º 4762 del 8 de mayo de 1971.
- Desarrollar programas conducentes a perfeccionar los medios, procedimientos y técnicas que se emplean para tratar al delincuente, con el propósito de evitar la reincidencia y, en su caso, asegurar su readaptación social.
- Administrar el sistema nacional de registros e inscripciones de bienes y personas jurídicas, de conformidad con lo que estipula la ley de creación del Registro Nacional, N.º 5695 del 28 de mayo de 1975.
- Autorizar el funcionamiento de las asociaciones que se constituyan de conformidad con la ley n.º 218 del 8 de agosto de 1939, o inscribir sus respectivos estatutos, así como la personería de los correspondientes órgano directivos.
- Preparar o autorizar todos los proyectos de ley, así como los decretos ejecutivos que le encomiende el Poder Ejecutivo Ejecutivo.
- Autorizar las ediciones oficiales de cualquier texto legal.
- Coordinar los planes y programas dirigidos al desarrollo y funcionamiento de los centros cívicos.
- Impulsar y coordinar planes y programas dirigidos a la promoción de la paz en el ámbito nacional.
- Apoyar, desde la perspectiva de prevención de la violencia, al Ministerio de Seguridad Pública en materia de las armas de fuego en el país, como medio para promover la cultura de paz y la no violencia.
- Promocionar la resolución alternativa de conflictos como una forma de desarrollar una cultura de paz, sin menoscabo de las demás funciones establecidas en la Ley sobre resolución alterna de conflictos y promoción de la paz social, n.º 7727.
- Propiciar la mejor articulación interinstitucional, a fin de cumplir el mandato de la Ley general de espectáculos públicos, materiales audiovisuales e impresos, n.º 7440.
- Promover la participación de la sociedad civil por medio de organizaciones no gubernamentales y cualquier otro tipo de organismo dedicado a promover la paz y la no violencia.

## Estructura
El Ministerio de Justicia y Paz de Costa Rica se estructura en los siguientes órganos y dependencias:
- La Dirección de Oficialía Mayor.
  - Departamento de Tecnologías de la Información.
  - Departamento de Gestión Institucional de Recursos Humanos.
  - Departamento de Servicios Generales.
  - Departamento de Proveeduría.
  - Departamento de Salud Ocupacional.
  - Departamento Financiero.
- La Dirección de Adaptación Social.
  - Departamento Administrativo.
  - Departamento de Criminología (Instituto Nacional de Criminología).
  - Departamento de Capacitación.
  - Departamento Técnico.
  - Departamento Industrial y Agropecuario
  - Departamento de Arquitectura.
- La Dirección de Resolución Alterna de Conflictos.
- La Dirección de Policía Penitenciaria.
  - Departamento de Supervisión, Custodia y Vigilancia Penitenciaria.
  - Departamento de Planes y Operaciones.
  - Departamento de Inteligencia e Información Penitenciaria.
- La Dirección de Promoción de la Paz y la Convivencia Ciudadana.
- La Dirección de Espectáculos Públicos.

Además cuenta con los siguientes órganos adscritos o dependientes:
- La Procuraduría General de la República (PGR).
- La Junta Administrativa del Registro Nacional.
- El Tribunal Registral Administrativo.
- La Agencia de Protección de Datos de los Habitantes (PRODHAB).
- La Dirección Nacional de Notariado (DNN).
- La Unidad Ejecutiva del Programa para la Prevención de la Violencia y Promoción de la Inclusión Social.
- Los Centros Cívicos para la Paz (CCP).